# Macrocixius
Macrocixius är ett släkte av insekter. Macrocixius ingår i familjen kilstritar.
Kladogram enligt Catalogue of Life:
| Macrocixius | \| \| Macrocixius gigantea \| \| \| \| \| \| Macrocixius grossa \| \| \| \| |
|             | \| \| Macrocixius gigantea \| \| \| \| \| \| Macrocixius grossa \| \| \| \| |
|             | Macrocixius gigantea                                                        |
|             |                                                                             |
|             | Macrocixius grossa                                                          |
|             |                                                                             |